# 日大ギャング事件
日大ギャング事件（にちだいギャングじけん）は、1950年（昭和25年）に日本大学の運転手が職員の給料を強奪した事件。「オー・ミステーク事件」とも。犯人（以下少年）および一緒に逃走した恋人が未成年であったことから関心を集め、戦後の若者の風俗を象徴する「アプレゲール犯罪」に位置づけられた。

## 経緯
1950年（昭和25年）9月22日午後、日本大学の会計課員ら3人が青いダットサン車に乗り、東京都千代田区の富士銀行（現みずほ銀行）神田支店で給料支払いのための現金53万円を受け取り、次の銀行へ向かう途中、同じく日大に運転手として勤めていた少年（当時19歳）が体の具合が悪いと車に同乗した。千代田銀行（現三菱UFJ銀行）小川町通支店で現金137万円を受け取り帰校しようと運転中、少年が運転手をジャックナイフで脅した。命令され大手町方面に向かったところ、会計課員を切りつけて金を奪い、職員らを降ろして車ごと逃走した。
少年は前年2月に日大に運転手として就職。毎月22日には職員の給料を富士銀行と千代田銀行に下ろしに行くことはもちろん、自らも受け取りに行ったことがあるため、車の通るコースや金額も知っていた。なお、少年と職員らは親しかったため、事件を伝える新聞は共犯説を報じたものもあったが、後に疑いは晴れている。
大手町で車を乗り捨て、少年は東京駅へ歩いて向かおうとしたが、用心してタクシーで品川駅まで行き、国電に乗り換え有楽町駅まで戻った。日大教授の長女である恋人（当時18歳）と落ち合うのが夜だったため、映画を観て、暗くなってから有楽町から銀座まで歩く道中、洋服や下着類を買い求めた。銀座7丁目の喫茶店で恋人と落ち合い、2人は目黒駅前の旅館に一泊した。
翌日は恋人に不動産屋で間借りを探すよう依頼し、品川区大井の会社員宅を借りる契約をした。少年は昼過ぎから夕方まで映画を観て表に出たが、人目を避けるように移動。この日は夜に銀座のキャバレーで落ち合い、2人は潜伏先である大井の間借りした家で一夜を過ごした。
新聞では遠くはかつて恋人が住んだ街である北海道や長崎、また都外へ逃走したのではないかなどと報じられた。しかし犯行2日後の9月24日午後には都内の潜伏先で発見された。この日は昼から大家を交えてビールで酒盛りをしたが、少年の左腕に入れ墨があるのを大家の妻が発見。2人の所持品も新品ばかりで様子がおかしいためこの妻が実家に連絡、妻の母が会話の中に英語を交えることに気付き怪しいと思い、少年の帰宅後に大森警察署に通報した。
警官が訪ねた際、2人は6畳間にあるダブルベッドに寝そべっていたが、少年が刑事から同行を求められると、恋人に向かい「オー・ミステーク」（あぁ、しくじった）と叫んだ。これによりこの事件は別名「オー・ミステーク事件」とも呼ばれる。なお、初めは日系二世を自称していたが、英語はろくに話すことができず、ばれると泣き出す始末だったという。
しかし、この「オー・ミステーク」という言葉は逮捕を報じる毎日新聞の記事に登場したが、朝日新聞や読売新聞には登場せず、中には記者の創作だと書いた本もあった。直後に発行の週刊朝日では連行中の車の中で話したとの記述があり、また連行された大森警察署で取り調べを受けた際の発言とする資料もあるという。
大卒初任給4千円の時代に、わずか3日間で30万円を使い込んだと報じられたが、その後の調べで実際に使った金額は13万円と分かった。それでも当時の金額としては巨額であった。少年は奪った金で舶来の高級バッグや腕時計を買い漁っていた。
少年は懲役4-7年の不定期刑、恋人は強盗傷害幇助罪で懲役2年・執行猶予3年の判決を受けた。

## 社会の反応
少年の逮捕後の新聞には、林芙美子ら多くの作家・評論家らの評論記事が掲載された。日本の敗戦により既存の価値観が崩れ、当時の若者の無軌道ぶりが注目されており、この事件はそうした傾向を象徴する「アプレゲール犯罪」に位置づけられた。また、「オー・ミステーク」は流行語となった。
少年法は事件の2年前の1948年に制定され、未成年者の匿名報道は制度化されておらず、各メディアで実名報道や顔写真を掲載したが、触法行為をした未成年の実名報道を禁止した少年法第61条に反するとして最高裁判所事務総長名で日本新聞協会に警告が出された。